# Whitney Wolverine
La Whitney Wolverine è un'avanzata pistola semi-automatica appartenente al periodo "Space-Age". Costruita e progettata nel 1956 era in alluminio leggero, con una capienza di 10 colpi calibro .22 LR, da scarica pesava solo 600 grammi.

## Storia
La Wolverine è stata progettata da Robert Hillberg, che ha imparato a conoscere le tecniche di fusione dell'alluminio durante la seconda guerra mondiale svolgendo il lavoro di sviluppatore di mitragliatrici per aerei. Solo 13.371 di queste pistole sono state fatte nel suo breve periodo di produzione tra il 1956 e il 1958. Il design era totalmente innovativo, così come le scelte dei colori.
Le impugnature in plastica standard erano scelto in nero, marrone scuro o bianco, le maniglie bianche si trovano soprattutto sui modelli placcati in nickel.
Il suo nome "Wolverine" prende il nome dalla squadra di calcio preferita del signor Hillberg, l'Università del Michigan Wolverines.
Il prezzo al dettaglio originale era $ 39,95 e $ 44,95 blu nichelato.

## Versione moderna
Due società hanno tentato di far rivivere il design Wolverine: Olympic Arms che produce e vende una versione in struttura polimerica, anziché in alluminio come le originali e la Sansone Manufacturing Corporation, quest'ultima programmò di creare la propria versione che effettivamente non si concretizzò mai, sebbene dichiarò di avere le stampe e matrici originali, nonché un enorme inventario di ricambi del 1950 ottenuti dal produttore originale.

## Numero di brevetto
3060810 US Copia del brevetto originale